# Фосфати
Фосфа́ти — солі фосфатної кислоти. Оскільки фосфатна кислота є триосновною, від неї походять три ряди солей, наприклад:
H3PO4 + NaOH → NaH2PO4 + H2O
H3PO4 + 2NaOH → Na2HPO4 + 2H2O
H3PO4 + 3NaOH → Na3PO4 + 3H2O
Першу з цих солей називають дигідрогенфосфатом натрію, другу — гідрогенфосфатом натрію, а третю — нормальним (середнім) фосфатом натрію.
Дигідрогенфосфати металів у воді розчиняються добре. Усі нормальні фосфати, за винятком фосфатів натрію, калію і амонію, у воді нерозчинні. Гідрофосфати за своєю розчинністю у воді займають проміжне місце між дигідрофосфатами та нормальними фосфатами. Але малорозчинні у воді гідрофосфати та нерозчинні нормальні фосфати легко розчиняються навіть у слабких органічних кислотах.
До мінералів фосфатів належать: апатит, бірюза, монацит, фосфорити тощо.

## Екологічні аспекти

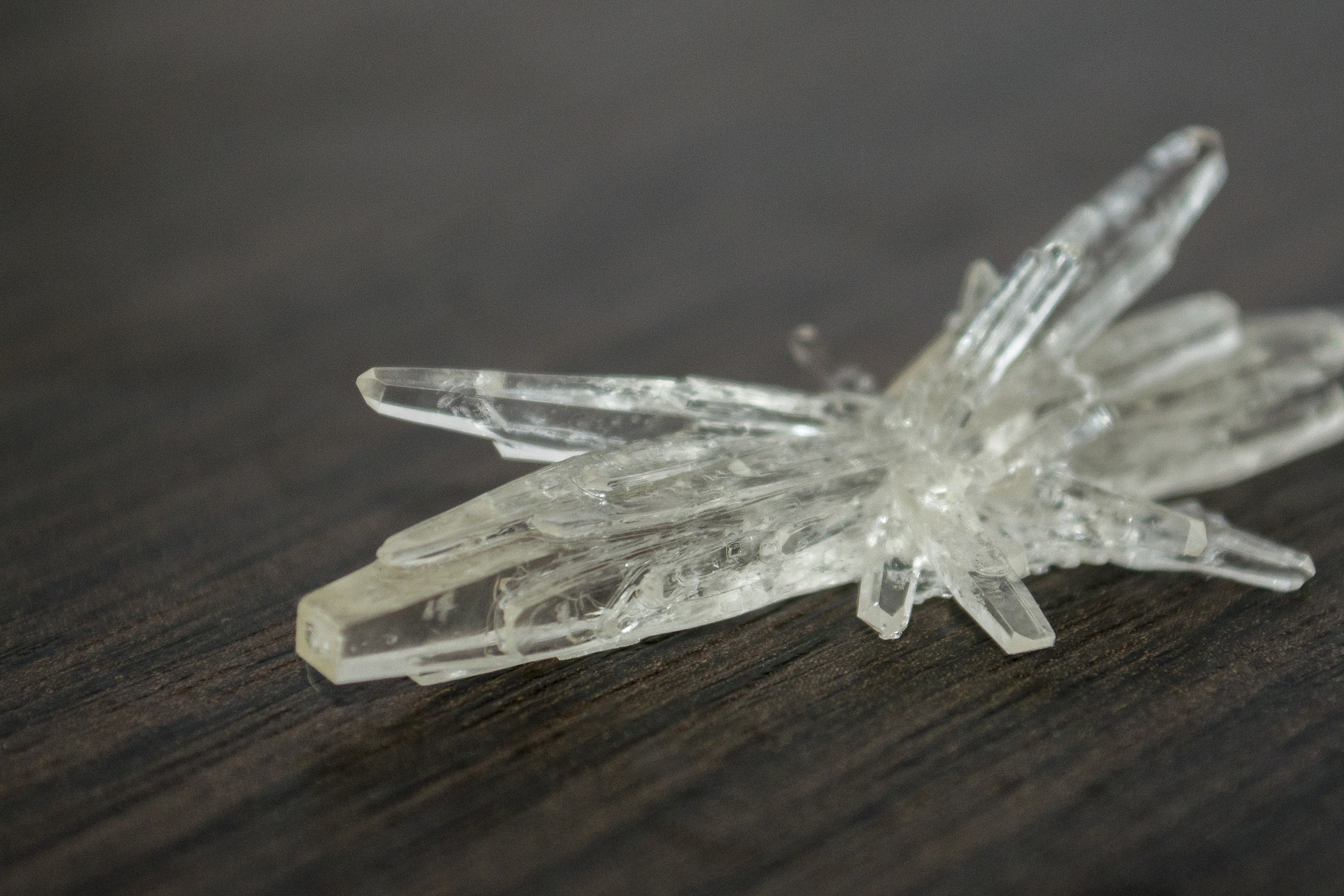
Кристал гідрофосфату амонію

Фосфати, що потрапляють у навколишнє середовище, поряд з деякими іншими речовинами призводять до евтрофікації водойм. Суперечки використання фосфатів у пральних порошках ведуться з 1970-х років, таке їх застосування заборонено у багатьох країнах. З початку 2010-х років у країнах Європейського Союзу поступово вводяться обмеження використання фосфатів у побутових пральних порошках лише на рівні трохи більш як 0,3—0,5 г фосфору на цикл прання. Крім добрив та пральних порошків, антропогенним джерелом фосфатів у навколишньому середовищі є необроблені стічні води.